# Slovinský potok
Slovinský potok – potok w Górach Wołowskich, w grupie górskiej Hnilecké vrchy, na Słowacji. Płynie na terenie Spisza, na terytorium powiatu Spiska Nowa Wieś. Stanowi prawostronny dopływ Hornadu.